# Bielawy (gmina)
Bielawy (do 1870 gmina Walewice) – gmina wiejska w województwie łódzkim, w powiecie łowickim. W latach 1975–1998 gmina położona była w województwie skierniewickim.
Siedzibą gminy są Bielawy.
30 grudnia 2015 gminę zamieszkiwały 5562 osoby. Natomiast według danych z 31 grudnia 2017 roku gminę zamieszkiwały 5454 osoby.
Według danych z 31 grudnia 2019 roku gminę zamieszkiwało 5325 osób.

## Historia
Za Królestwa Polskiego jednostka występowała pod nazwą gmina Walewice i należała do powiatu łowickiego w guberni warszawskiej. 19 maja?/31 maja 1870 do gminy Walewice przyłączono pozbawione praw miejskich Bielawy. W tym samym roku nastąpiła zmiana nazwy gminy. 16 sierpnia?/28 sierpnia 1870 pozbawioną praw miejskich Sobotę przyłączono już do jednostki o nazwie gmina Bielawy.

## Struktura powierzchni
Według danych z roku 2007 gmina Bielawy ma obszar 163,91 km², w tym:
- użytki rolne: 75%
- użytki leśne: 15%

Gmina stanowi 16,59% powierzchni powiatu łowickiego.

## Demografia

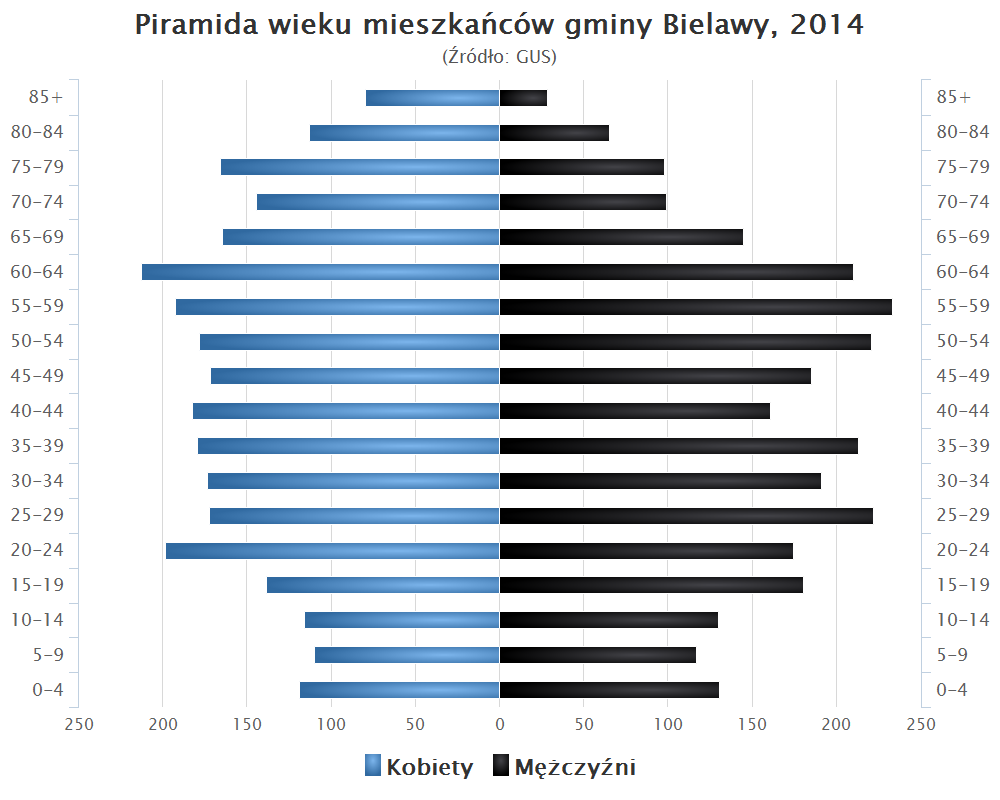
Piramida wieku mieszkańców gminy Bielawy w 2014 roku

Dane z 31 grudnia 2007:
| Opis                              | Ogółem | Ogółem | Kobiety | Kobiety | Mężczyźni | Mężczyźni |
| --------------------------------- | ------ | ------ | ------- | ------- | --------- | --------- |
| jednostka                         | osób   | %      | osób    | %       | osób      | %         |
| populacja                         | 5562   | 100    | 2796    | 50,1    | 2766      | 49,9      |
| gęstość zaludnienia (mieszk./km²) | 34     | 34     | 17      | 17      | 17        | 17        |

## Sołectwa
Bielawska Wieś, Bielawy, Bogumin, Borów, Borówek, Brzozów, Chruślin, Drogusza, Emilianów, Gaj, Gosławice, Helin, Janinów, Leśniczówka, Łazin, Marianów, Marywil, Oszkowice, Piaski Bankowe, Piotrowice, Przezwiska, Psary, Rulice, Seligi, Skubiki, Sobocka Wieś, Sobota, Stare Orenice, Stare Piaski, Stary Waliszew, Traby, Trzaskowice, Walewice, Waliszew Dworski, Wojewodza, Wola Gosławska, Zakrzew, Zgoda, Żdżary.

## Pozostałe miejscowości
Borów (osada), Mroga, Psary (osada), Sobota (osada), Stanisławów (osada leśna SIMC 0724755), Stanisławów (osada leśna SIMC 1039240), Walewice (osada).

## Ochotnicze Straże Pożarne na terenie gminy
- OSP Bielawy –  S-4, w krajowym systemie ratowniczo-gaśniczym
- OSP Stary Waliszew – S-3, w krajowym systemie ratowniczo-gaśniczym
- OSP Sobota – S-3
- OSP Chruślin – S-2
- OSP Wojewodza – S-1
- OSP Zakrzew – S-1
- OSP Oszkowice – S-2
- OSP Janinów – S-1
- OSP Wola Gosławska – S-1
- OSP Drogusza – S-1

## Sąsiednie gminy
Bedlno, Domaniewice, Głowno, Łowicz, Piątek, Zduny,